# Alfred Marzolff

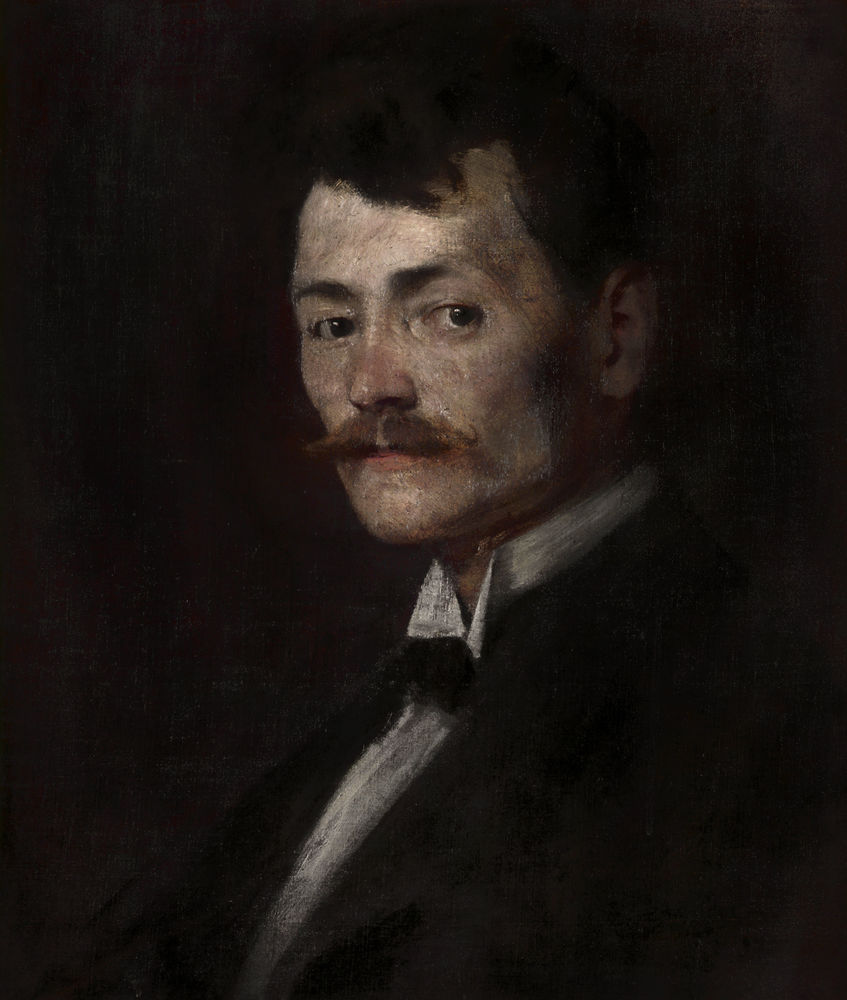
Alfred Marzolff

Alfred Marzolff (* 4. März 1867 in Straßburg; † 4. Mai 1936 in Rountzenheim (Elsass)) war ein französischer Künstler, Bildhauer und Medailleur. Er wurde für seine monumental heroischen Skulpturen berühmt.

## Leben
Marzolff begann seine Ausbildung an der École des Arts Décoratifs in Straßburg. Danach lernte er bei Eugène Dock, bei dem auch Frédéric-Auguste Bartholdi und Auguste Rodin gelernt hatten. Anschließend ging er an die Akademie der Bildenden Künste München und kehrte 1891 nach Straßburg zurück. Für seine Skulptur Der Bogenspanner gewann er einen Ersten Preis im Salon des artistes français in Paris von 1893, dies machte ihn bekannt und er bekam Aufträge des Bürgertums und des Adels. Während seiner Ausbildung machte er die Bekanntschaft von Albert Schultz (1871–1953), Bildhauer aus Straßburg, der später ebenfalls an der École des Arts Décoratifs unterrichtete.

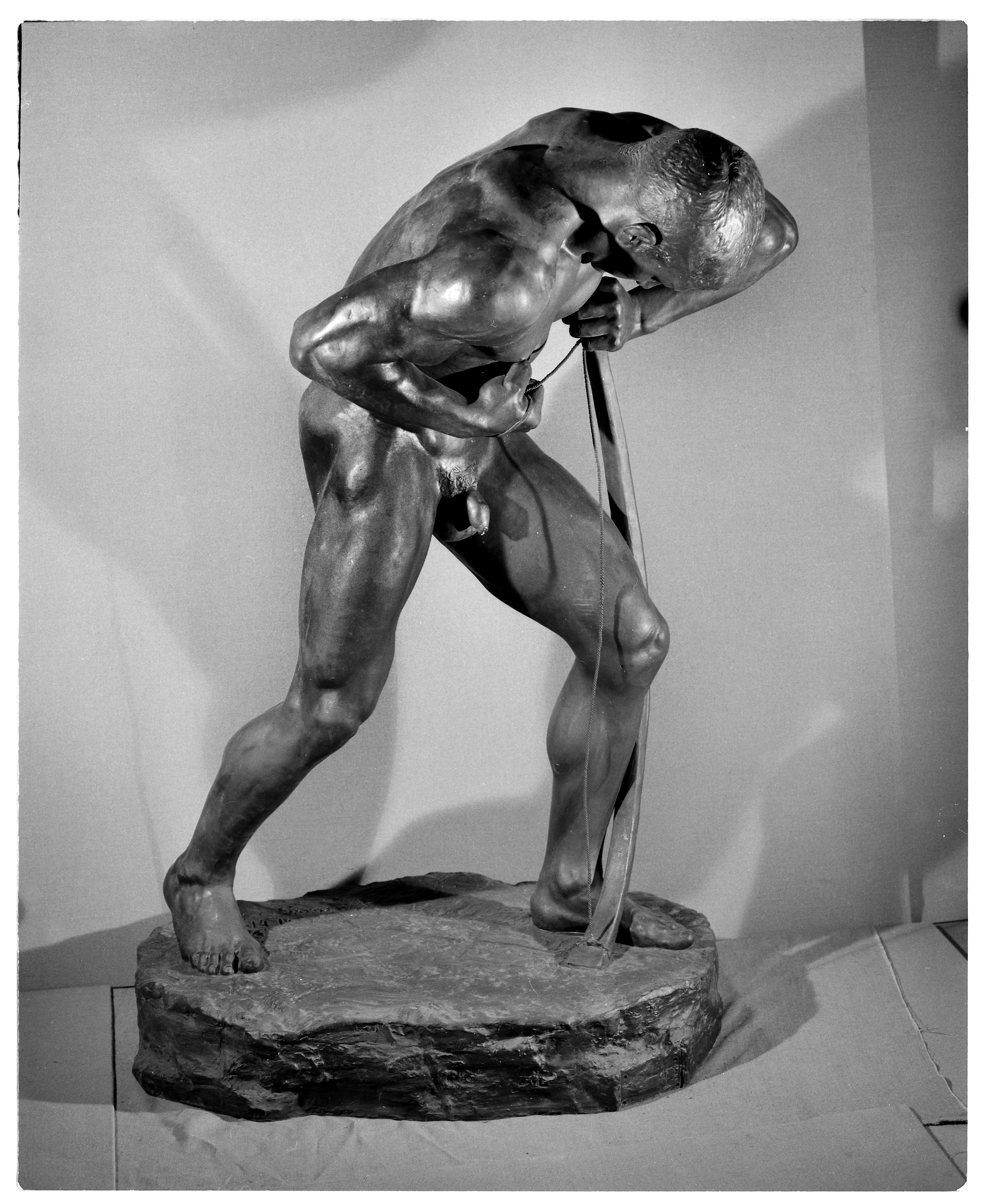
Alfred Marzolff: Der Bogenschütze

1892 wurde er als Professor an die École des Arts Décoratifs in Straßburg berufen, verließ aber diese Position schon nach einem Jahr, da er es sich leisten konnte, nur noch seiner Kunst zu leben. 1901 besuchte er Florenz, 1903 ließ er sich eine Villa in Straßburg durch den Architekten Gustave Oberthur im Neorenaissance-Stil erbauen. Er richtete drei Ateliers ein, darunter ein großes im Erdgeschoss für seine monumentalen Figuren, welches er nutzte, um für seine Werke zu werben. Er war Mitglied in der Künstlervereinigung Cercle de Saint-Léonard. Viele seiner deutschen Kollegen schlugen staatliche Aufträge aus und betrachteten ihn als unbedeutenden Künstler. Nach dem Ersten Weltkrieg zog er sich nach Rountzenheim zurück. Er erhielt Aufträge für architektonische Skulpturen und Kriegerdenkmäler, die aber immer weniger wurden. Er starb in Rountzenheim an Krebs. Bei seiner Beerdigung waren viele der Künstler des Cercle de Saint-Léonard anwesend.
Marzolff war zweimal verheiratet: zuerst mit Sophie Strohl, von der er 1910 geschieden wurde, und mit seinem Modell Emma Weiss, die ihn überlebte.

## Werke in Straßburg (Auswahl)
- 1895 Büste Victor Nessler, Orangerie Park
- 1899 Allegorie des Rheins und der Mosel, Gebäude der gleichnamigen Versicherung, 5, rue du Maréchal Joffre
- 1902 Statuen Jacques Sturm & Daniel Specklin am Hauptportal eines Gebäudes 4, rue de la Haute-Montée
- 1903 Büste von Eugène Boeckel, Zivilkrankenhaus
- 1905 Herkules und der Löwe,  Orangerie Park
- 1911 Zwei Löwen, Portal der Präfektur, 5, place de la République
- 1912–13 Die Familie,  Securité Sociale,  10, rue de Lausanne
- 1922 Die Marseillaise, Place Broglie
- 1923 Kriegerdenkmal, Robertsau
- 1923 Kriegerdenkmal, Neudorf
- 1925 Kriegerdenkmal, Koenigshoffen
- 1932 Junge Frau, die das Licht bringt,  Gaz de Strasbourg, 14, place des Halles

## Werke in Haguenau (Auswahl)
- Löwe, vor dem Bahnhof
- Hopfenpflückerin und Holzfäller, Place Schuman
- Zwei Putten, die ein Füllhorn ausschütten, vor dem Centre Social et Culturel[5]

## Weitere Werke
- 1905 Büste des Jacob Balde über dem Portal des  Alten Rathauses in Ensisheim